# Corba de nivell

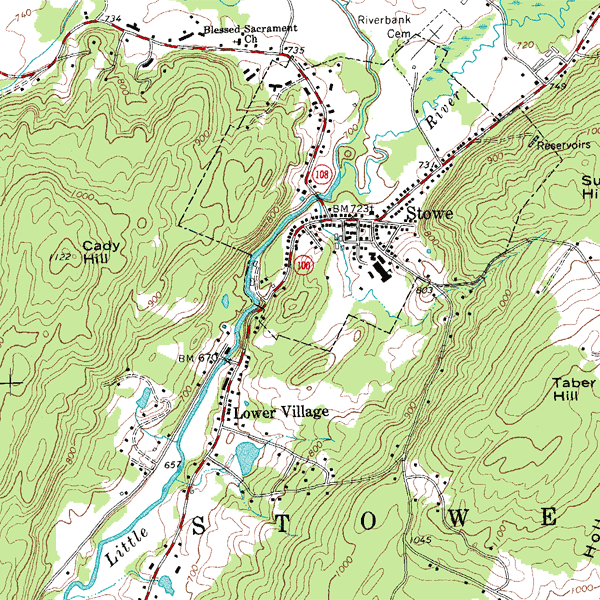
Exemple de mapa topogràfic amb corbes de nivell

En cartografia, una corba de nivell o isohipsa (isòbata quan es refereix al fons marí) és una línia que uneix tots els punts que es troben a la mateixa altitud (sovint anomenada "cota" en aquest context).
Depenent del tipus de mapa, la seva escala i altres factors, se solen dibuixar cada determinat nombre de metres d'altitud, i amb un traç més fi s'indiquen les subdivisions. Per exemple, es pot dibuixar una corba de nivell cada 100 m d'altitud i altres quatre, de traç més fi, cada 20 m. Així, els traços gruixuts ens indiquen els 100, 200, 300... metres, mentre que els traços més fins marquen els 80, 120, 140, 160, 180, 220... metres d'altitud. En el mapa, els valors concrets s'indiquen normalment identificant les corbes primàries (de traços gruixuts), permetent així determinar la direcció del pendent, que és sempre perpendicular a les corbes.
Aquesta mena de corbes se solen trobar en mapes topogràfics, atès que indiquen amb molta precisió l'altimetria d'una zona determinada.

## Com interpretar les corbes de nivell

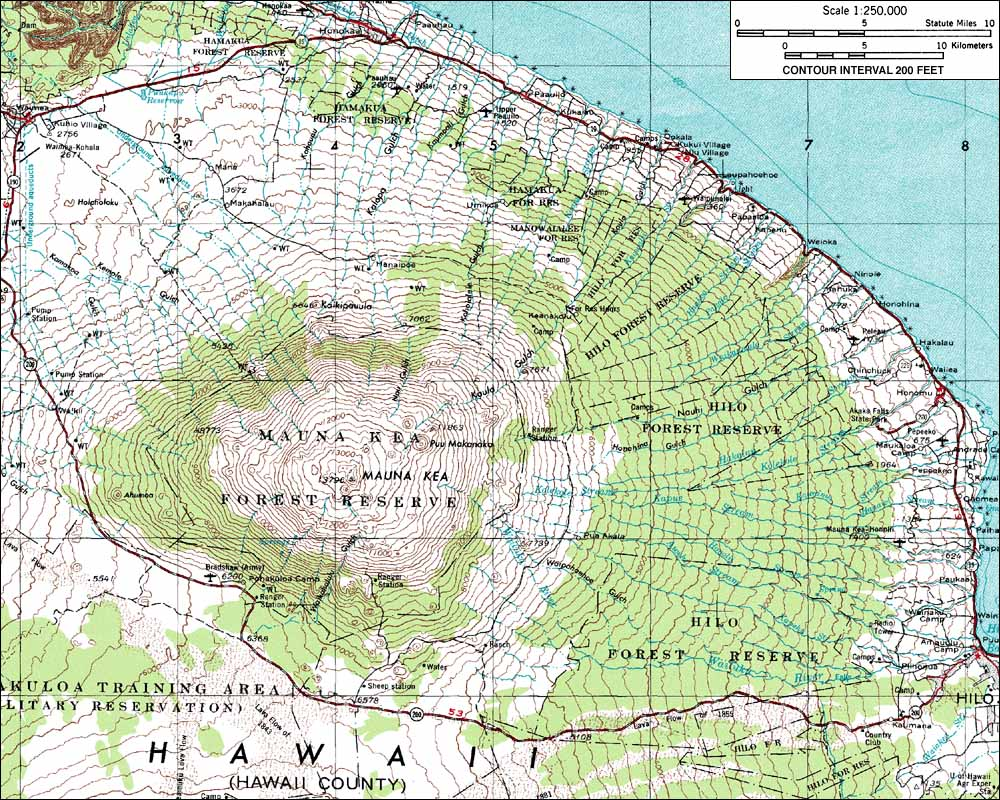
Mapa topogràfic de Mauna Kea, Hawaii

Atès que una mateixa corba indica tots els punts amb la mateixa cota, la distància vertical, o diferència d'altitud, entre dues corbes és sempre la mateixa. Per tant:
- dues corbes que en un mapa es troben molt juntes indiquen un pendent fort, ja que la distància horitzontal és poca comparada amb la vertical, o, dit d'una altra manera, en poc espai horitzontal l'altitud puja molt ràpidament.
- dues corbes que en un mapa es troben molt separades indiquen un pendent suau o fins i tot un pla, ja que la distància horitzontal és molta comparada amb la vertical, o, dit d'una altra manera, cal molt espai horitzontal per a pujar de cota.
- una corba tancada, sense cap altra a dins d'ella, indica un cim, i sovint se n'indica la cota màxima, o almenys un punt que es troba a una cota superior a la zona que l'envolta. Si aquesta corba encercla un espai molt gran, pot indicar un petit altiplà.

A partir d'un mapa topogràfic podem, doncs, conèixer el perfil d'un terreny de manera molt senzilla, com es pot observar a la imatge següent: